# Renaissance (álbum de Village People)
Renaissance es el séptimo álbum de estudio de la agrupación estadounidense Village People, publicado en 1981. El título del álbum refleja el abandono del sonido disco que caracterizaba a la agrupación en sus inicios para dar paso a un sonido similar al new wave. Los trajes característicos de la agrupación también fueron dejados a un lado en esta nueva etapa.

## Lista de canciones
1. "Do You Wanna Spend the Night" – 3:34
2. "5 O'Clock in the Morning" – 5:03
3. "Fireman" – 5:00
4. "Jungle City" – 3:45
5. "Action Man" – 2:35
6. "Big Mac" – 2:26
7. "Diet" – 3:19
8. "Food Fight" – 2:34